# Профессиональное училище

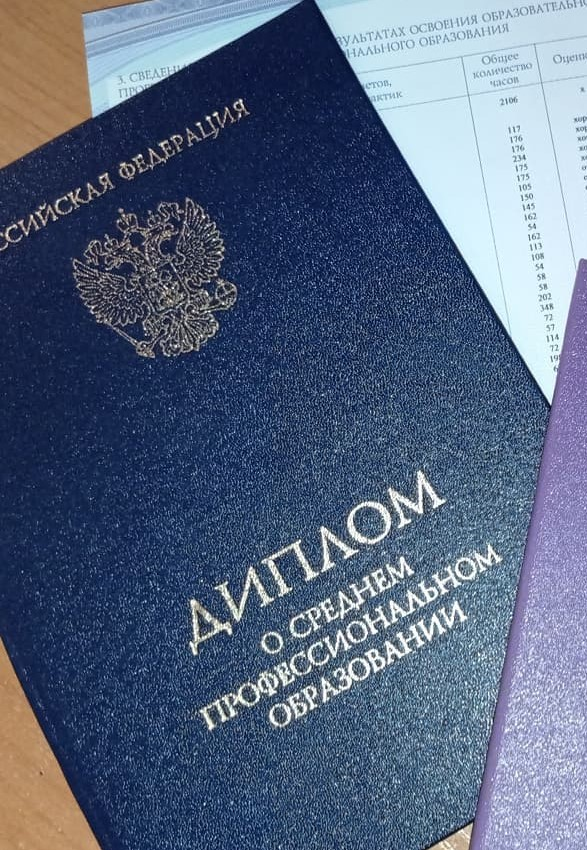
Диплом о среднем профессиональном. Россия. 2021 год

Профессиональное училище — учреждение среднего профессионального образования, учебное заведение в дореволюционной России и в странах бывшего Союза Советских Социалистических Республик (СССР) по подготовке квалифицированных рабочих по профессиям, требующим повышенного образовательного уровня. 
В период Советского Союза профессиональные училища также назывались профессионально-техническими училищами (профтехучилище, ПТУ) и техникумами.

## История
Старейшими училищами в России были духовные училища, часть из которых появилась ещё в 1749 году. Коммерческие училища были учреждены в 1772 году, воспитанники которых в числе прочих предметов изучали право, бухгалтерский учёт и навигацию.
Первые технические училища (ТУ) появились в 1865 году, а в 1873 году появились реальные училища.
Профессиональное техническое училище относилось к начальным профессиональным учебным заведениям (иногда профтехучилища ошибочно причисляют к учебным заведениям среднего профессионального образования), профессионально-техническим учебным заведениям для молодёжи, окончившей среднюю школу или не окончившим её (до 1989 года после 8-го класса, в настоящее время после 9-го класса). Также к категории средних специальных учебных заведений относились техникумы и учебно-воспитательные комплексы.
Профессиональное техническое училище готовило квалифицированных рабочих по профессиям, требующим повышенного общеобразовательного уровня.
Предшественниками профессионального технического училища являлись школы фабрично-заводского ученичества (ФЗУ) и ремесленные училища, существовавшие ещё со времен Российской империи.
В 1954 году для выпускников средней школы были открыты технические училища (1—2 года). В 1958—1959 все типы профессионально-технических учебных заведений реорганизованы в городские и сельские профессионально-технические училища (СПТУ) и переданы в ведение комитетов по профессионально-техническому образованию союзных республик. В ПТУ (1—2 года обучения) принималась молодёжь, окончившая 8-летнюю школу. Учащиеся обеспечивались питанием, одеждой (или стипендией). Готовили кадры по более чем 450 рабочим профессиям (сварщик, строитель, слесарь, электрик, сантехник, автомеханик, столяр, садовник и другие). Срок обучения составлял от полугода до четырёх лет. В 1966 были восстановлены технические училища (со сроком обучения один—полтора года) В 1972 году был создан новый тип профессионально-технических учебных заведений — средние ПТУ, которые наряду с рабочей специальностью давали учащимся общее среднее образование (принимались окончившие 8 классов, срок обучения 3—4 года).
В 1974 году в Союзе ССР было 6 028 учебных заведений профессионально-технического образования, а число учащихся составляло 3 млн человек. В 1981 году это число превысило 7 000, а число учащихся 3,6 млн человек.
В 1975 году в СССР было около 700 ТУ (364 тысяч учащихся), выпуск составлял около 254 тысяч человек, приём — 308 тысяч человек. В 1980-е годы только в Москве имелось более 100 профессионально-технических училищ.
Учащиеся ПТУ обеспечивались льготными проездными билетами на общественный транспорт, форменной одеждой (включая плащи и шляпы до 1954 года), бесплатным (льготным) питанием и имели льготы, при условии хорошей учёбы, при поступлении в профильные ВУЗы.
Некоторые ПТУ готовили специалистов по редким, высококвалифицированным специальностям. Например, ПТУ № 90 в Ленинграде готовило машинистов метрополитена.

### Разновидности
В разные годы было несколько видов ПТУ:
- технические училища (ТУ),
- городские профессиональные технические училища (ГПТУ),
- сельские профессиональные технические училища (СПТУ),
- средние профессиональные технические училища (СрПТУ),
- специальные (коррекционные) профессиональные технические училища закрытого типа (СпецПТУ), фактически представляющие собой места лишения свободы подростков, ответственность которых за совершённые преступления не наступила в силу возраста.

### Реорганизация
С 1 сентября 2013 года, ввиду соединения системы начального профессионального образования со средним профессиональным образованием, многие училища получили статус техникумов и колледжей.

## Состав
В учебных корпусах училищ располагаются кабинеты, лаборатории, мастерские и библиотека. Помимо этого, в училищах были учительская, столовая и кухня, а также актовый и гимнастический залы.

## Виды училищ
- Военные училища, в том числе военно-морские, артиллерийские, авиационные, инженерные, кавалерийские и высшие командные (высшие военные училища — вузы, преподающие высшее образование)
- Ветеринарные училища — среднее специальное образование
- Медицинские училища — среднее специальное образование
- Педагогические училища — среднее специальное образование
- Юридические училища — среднее специальное образование
- Духовные училища
- Коммерческие училища
- Лётные училища
- Морские (речные) училища
- Музыкальные училища
- Реальные училища — начальное и(или) среднее образование, не профессиональное.
- Начальные, в том числе низшие начальные (приходские) училища — начальное образование, не профессиональное.
- Театральные училища
- Хореографические училища
- Художественные училища